# هجرات بشرية أولى

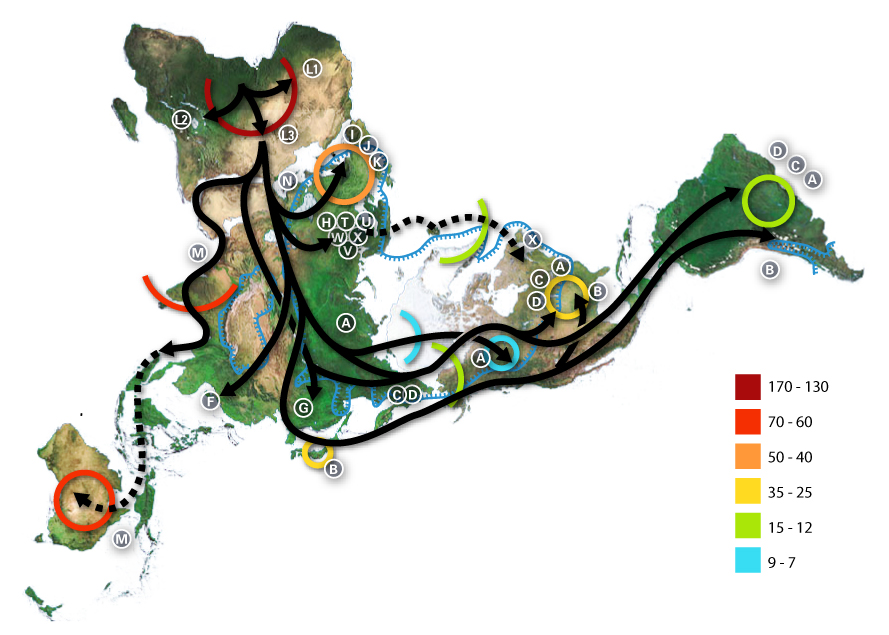
خريطة عمليات الهجرة البشرية الأولى وفقًا لعوامل الوراثيات السكانية الخاصة بمايتوكوندريا (الأرقام ألفية قبل الآن).

بدأت الهجرات البشرية الأولى عندما هاجر أول إنسان منتصب من أفريقيا مرورًا بممر المشرق والقرن الإفريقي إلى أوراسيا منذ حوالي 1.8 مليون سنة مضت تقريبًا. وأعقب انتشار الإنسان المنتصب خارج إفريقيا انتشار إنسان السلف إلى أوروبا منذ 800000 عام تقريبًا، وأعقبها إنسان هايدلبيرغ منذ 600000 عام تقريبًا، حيث إنهم قد تطوروا ليصبحوا سلالة نياندرتال.
تطور الإنسان الحديث والإنسان العاقل في إفريقيا منذ 200000 سنة ووصل إلى الشرق الأدنى منذ 125000 سنة تقريبًا. انتشر هؤلاء السكان شرقًا من الشرق الأدنى إلى جنوب آسيا منذ 50000 تقريبًا، وإلى أستراليا منذ 40000، عندما وصل الإنسان العاقل لأول مرة إلى الأرض التي لم يصل إليها أبدًا الإنسان المنتصب. ووصل الإنسان العاقل إلى أوروبا منذ 43000 سنة تقريبًا، ليحل محل السكان البدائيين في النهاية. ووصل إلى شرق آسيا منذ 30000 سنة.
هناك جدل دائر حول تاريخ الهجرة إلى أمريكا الشمالية؛ وقد تكون قد حدثت منذ 14 ألفية، أو أبعد من ذلك بدرجة كبيرة، منذ 30 ألفية.
بدأ استعمار جزر بولينزيا في المحيط الهادي منذ 1300 قبل الميلاد تقريبًا، واكتمل في سنة 900. وترك أسلاف البولينيزيين تايوان منذ 5200 سنة تقريبًا.
وقد تطورت دراسة الهجرات الأولى منذ ثمانينيات القرن الماضي بدرجة كبيرة نتيجة للتقدم في علم الوراثة الأثري.

## نظرة عامة
الهجرات البشرية الأولى هي أول هجرات وتوسعات قام بها البشر البدائيين والحديثين عبر القارات ويُعتقد أنها بدأت منذ نحو مليوني عام تزامنًا مع هجرة الإنسان المنتصب من أفريقيا. أعقبت تلك الهجرة الأولية أناسًا بدائيين آخرين، بما في ذلك إنسان هايدلبيرغ، الذي عاش قبل نحو 500 ألف عام وهو السلف المحتمل لكل من الدينيسوفان والنياندرتال. قيل أن الإنسان البدائي «عبر الجسور الأرضية التي غمرتها المياه في نهاية المطاف».
انتشر الإنسان العاقل في أفريقيا في وقت يقارب نشوء نوعه، قرابة 3000 عامٍ مضى. يشير نموذج الأصل الأفريقي للإنسان العاقل إلى انحدار الإنسان الحديث خارج أفريقيا من شعب الإنسان العاقل الذين هاجروا من شرق أفريقيا منذ ما يقرب من 70 إلى 50000 عام وانتشروا على طول الساحل الجنوبي لآسيا وأوقيانوسيا قبل نحو 50000 عام. انتشر الإنسان الحديث في مختلف أنحاء أوروبا منذ أربعين ألف عام تقريبًا.
عُثر على أحافير الإنسان العاقل الأوراسي الأولى في إسرائيل واليونان، ويعود تاريخها إلى 194,000–177,000 و210,000 عام على التوالي. وتمثل هذه الأحافير على ما يبدو محاولات انتشار فاشلة قام بها الإنسان العاقل الأول، والذي كان من المحتمل أن يحل شعب النياندرتال محله.
عُرفت مجموعات الإنسان الحديث المهاجرة بتزاوجها مع سلالات الإنسان البدائي المحلية، إذ تنحدر أعداد الإنسان المعاصر إلى حد صغير (بمساهمة أقل من 10%) من مجموعة إقليمية من سلالات الإنسان البدائي.
بعد الذروة الجليدية الأخيرة، هاجر سكان شمال أوراسيا إلى الأمريكيتين قبل نحو 20 ألف عام. أصبحت أوراسيا الشمالية مأهولة بالسكان بعد 12000 عام مضى، في بداية العصر الهولوسيني. انتشر الإسكيمو في كندا القطبية الشمالية وغرينلاند قبل نحو 4000 عام. وفي نهاية المطاف، أصبحت بولنيزيا مأهولة بالسكان خلال الـ 2000 عام الماضية في الموجة الأخيرة من التوسع الأسترونيزي.

## البشر الأوائل (قبل الإنسان العاقل)
تطور البشر الأوائل من أسلافهم الأسترالوبيثسين بعد نحو 3 ملايين عام، على الأرجح في شرق أفريقيا، في منطقة ريفت فالي في كينيا، حيث عُثر على أقدم أدوات الحجر المعروفة. يُزعم أن الأدوات الحجرية المُكتشفة مؤخرًا في موقع شانغشن في الصين والتي يعود تاريخها إلى 2.12 مليون عام مضى هي أول دليل معروف على وجود أشباه البشر خارج أفريقيا، متجاوزة  بذلك دمانيسي في جورجيا بـ300,000 عام.

### الإنسان المنتصب
بين 3 و مليوني عام مضى، انتشر جنس الهومو في جميع أنحاء شرق أفريقيا وجنوبها (الإنسان العامل)، ولكنه لم ينتشر بعد إلى غرب أفريقيا. منذ ما يقرب من 1.9 مليون عام، هاجر الإنسان المنتصب إلى خارج أفريقيا عبر ممر الشرق الأدنى والقرن الأفريقي إلى أوراسيا. اقتُرح أن هذه الهجرة مرتبطة بتنفيذ مضخة الصحراء الأفريقية، قبل نحو 1.9 مليون عام. انتشر الإنسان المنتصب في أغلب أنحاء العالم القديم، حتى وصل إلى جنوب شرق آسيا. ويمكن تعقب انتشاره عبر الصناعات الحجرية، قبل 1.3 مليون عام تمتد شمالًا حتى خط عرض 40° شمالًا (شاونتشاونليانغ).
من أبرز مواقع هذه الهجرة المبكرة خارج إفريقيا: ريوات في باكستان، والعبيدية في الشرق الأدنى، ودمانيسي في القوقاز.
كانت الصين مأهولة بالسكان منذ 1.66 مليون عام مضى استنادًا إلى التحف الحجرية التي عُثر عليها في حوض نيهوان. يُعد موقع  شيهودو الأثري في مقاطعة شانشي أول موقع مُوثق لاستخدام الإنسان المنتصب النار والذي، يعود تاريخه إلى 1.27 مليون عام مضى.
منذ نحو1.7 مليون عام، وصل الإنسان إلى جنوب شرق آسيا (جاوه). كانت أوروبا الغربية مأهولة لأول مرة قبل ما يقرب من 1. 2 مليون عام (أتابويركا).
اقترح روبرت جي. بيدناريك أن الإنسان المنتصب ربما قد يكون بنى القوارب وأبحر في المحيطات، وهي نظرية أثارت بعض الجدل.

### ما بعد الإنسان المنتصب
بعد مليون عام من انتشاره، بدأ الإنسان المنتصب بالتحول إلى أنواع جديدة. إن الإنسان المنتصب عبارة عن نوع زمني لم ينقرض أبدًا، لذا فإن «بقاءه المتأخر» هو مسألة اصطلاح تصنيفي. ومن المعتقد أن أشكال الإنسان المنتصب المتأخرة بقيت حتى بعد نحو 0.5 مليون قبل نحو 143 ألف عام مضت على الأكثر، مع أشكال ناشئة مصنّفة على أنها إنسان سلف قبل نحو 800 ألف سنة في أوروبا وإنسان هايدلبيرغ في أفريقيا قبل نحو. 600 ألف سنة. انتشر إنسان هايدلبيرغ بدوره عبر شرق أفريقيا (إنسان روديسيا) وإلى أوراسيا، حيث تحول إلى نياندرتال ودينيسوفان.
انتشر إنسان هايدلبيرغ ونياندرتال ودينيسوفان نحو أقصى خط عرض 50° شمالًا (إيرثام بيت، ومحجر سوانزكامب للحفريات منذ 400 ألف عام مضى، وكهف دينيسوفان منذ 50 ألف عام مضى). قيل إن إنسان نياندرتال ربما وصل إلى حدود القطب الشمالي بالفعل منذ 32,000 عامًا، وذلك عندما شردهم الإنسان العاقل من مواطنهم، استنادًا إلى عمليات التنقيب في عام 2011 في موقع بايزوفيا في الأورال (جمهورية كومي، 56.02° شمالًا 57.42° شرقًا).
انتشر إنسان نياندرتال عبر الشرق الأدنى وأوروبا، في حين انتشر إنسان دينيسوفان في مختلف أنحاء آسيا الوسطى والشرقية وجنوب شرق آسيا وأوقيانوسيا. يوجد أدلة على اختلاط الدينيسوفان مع النياندرتال في آسيا الوسطى حيث تقاطعت مواطنهم.

## الإنسان العاقل

### الانتشار في مختلف أنحاء أفريقيا
يُفترض ظهور الإنسان العاقل (الإنسان الحديث تشريحيًا) منذ نحو 300,000 عام بناءً على التأريخ بواسطة التألق الحراري للقطع الأثرية والبقايا من جبل إيغود في المغرب، الذي نُشر في عام 2017. وصُنفت جمجمة فلورسباد من فلورسباد في جنوب أفريقيا، التي يعود تاريخها إلى نحو 259,000 عام مضى، كإنسان عاقل. في السابق، كانت بقايا أومو، المُنقب عنها بين عامي 1967 و1974 في حديقة أومو الوطنية في إثيوبيا، والتي يعود تاريخها إلى 200,000 عام مضى، تُعتبر منذ مدة طويلة من أقدم الأحافير المعروفة للإنسان الحديث تشريحيًا.
في سبتمبر من عام 2019، أنتج العلماء تصميمًا محوسبًا استناداً إلى 260 عملية تصوير مقطعي محوسب لشكل جمجمة افتراضية لآخر سلف بشري مشترك للإنسان الحديث/الإنسان العاقل، يمثل التصميم أقدم البشر الحديثين، واقترح أن الإنسان الحديث نشأ منذ ما بين 260 ألف إلى 350 ألف عام من خلال اندماج السكان في شرق وجنوب أفريقيا.
في يوليو من عام 2019، أبلغ علماء الإنسان عن اكتشاف رفات إنسان عاقل يبلغ 21 ألف عام ورفات إنسان نياندرتال يبلغ 17 ألف عام في كهف أبيديما في جنوب اليونان، أي أكثر من 15 ألف عام من العثور على الإنسان العاقل في أوروبا.
انتشر الإنسان الحديث الأول منذ ظهوره في أوراسيا الغربية ووسط وغرب وجنوب أفريقيا. في حين يبدو أن التوسعات المبكرة لأوراسيا لم تستمر، فإن توسعات جنوب ووسط أفريقيا أسفرت عن أعمق تباعد زمني في شعوب الكائنات البشرية. ساهم التوسع البشري الحديث المبكر في جنوب الصحراء الكبرى في أفريقيا في نهاية صناعات الأشولينية المتأخرة منذ نحو 130 ألف عام، وقيل أن التعايش المتأخر بين الإنسان المنتصب والحديث، حتى أواخر 12 ألف عام، حدث في غرب أفريقيا بشكل خاص.
انتشر أسلاف الكويسان الحديث إلى جنوب أفريقيا قبل 150,000 سنة، وقد يعود انتشارهم إلى تاريخ أقدم يقارب 260,000 سنة، ليتزامن حلول مرحلة النظائر البحرية الخامسة «الجفاف الكبير» قبل نحو 130,000 سنة مع تواجد مجموعتين بشريتين من الأسلاف في أفريقيا، شملت حاملي جينات هابلوغروب L0، وهم أسلاف الكويسان، وحاملي جينات هابلوغروب L1-6 في شرق أفريقيا ووسطها، وهم أسلاف بقية البشر. حدثت هجرة كبيرة لحملة جينات L0 باتجاه شرق أفريقيا قبل نحو 75-120 ألف سنة.
يرجح أن انتشار أسلاف السكان العلافين (الأقزام الأفارقة) إلى وسط أفريقيا حدث قبل 130,000 سنة، ومن المؤكد أنه حدث قبل 60,000 سنة.
يصعب تفسير الوضع في غرب أفريقيا بسبب ندرة الأدلة الأحفورية. يبدو أن الإنسان العاقل وصل إلى المنطقة السواحلية الغربية قبل 130,000 سنة، في حين لم تُعرف المواقع المدارية في غرب أفريقيا والمرتبطة بالإنسان العاقل إلا منذ ما بعد 130,000 سنة. على عكس أماكن أخرى في أفريقيا، يبدو أن مواقع العصر الحجري المتوسط القديم استمرت حتى زمن متأخر، وصولًا إلى حدود عصر الهولوسين (12,000 سنة)، ما يشير إلى احتمال بقاء الإنسان القديم لوقت متأخر وتزاوجه مع الإنسان العاقل في غرب أفريقيا.

### الانتشار المبكر إلى شمال أفريقيا
هاجرت شعوب الإنسان العاقل إلى بلاد الشام وأوروبا قبل نحو 130,000 حتى 115,000 سنة، ويُحتمل وجود موجات سابقة تعود إلى قبل 185,000 سنة.
عُثر على جزء من عظم فكي يحوي ثمانية أسنان في كهف ميسلية في إسرائيل، ويعود إلى قبل 185,000 سنة. احتوت الطبقات التي يعود تاريخها إلى قبل 250,000 إلى 140,000 سنة على أدوات من نوع ليفالويس والتي قد تعود بتاريخ الهجرة الأولى إلى زمن أبكر إذا أمكن ربط الأدوات مع ما عُثر عليه من عظام فك خاصة بالإنسان الحديث.
لا يبدو أن هذه الهجرات المبكرة أدت إلى استعمار دائم، وتراجعت قبل نحو 80,000 سنة. يُحتمل أن موجة الانتشار الأولى قد وصلت إلى الصين (أو حتى شمال أمريكا) منذ نحو 125,000 سنة، لكنها اختفت دون أن تترك أثرًا في جينوم البشر المعاصرين. تظهر الأدلة أن البشر المعاصرين غادروا أفريقيا قبل 125,000 سنة على الأقل وسلكوا طريقين مختلفين، إذ عبروا وادي النيل متجهين إلى الشرق الأوسط، إلى فلسطين الحديثة (قفزة: منذ 120,000-100,000 سنة)، أما الطريق الثاني فكان يمر بمضيق باب المندب الحالي عبر البحر الأحمر (والذي كان مستواه أدنى وامتداده أقل آنذاك)، وعبروا إلى شبه الجزيرة العربية واستقروا في أماكن مثل الإمارات العربية المتحدة حاليًا (125,000 سنة) وعمان (106,000 سنة)، ويُحتمل أنهم وصلوا إلى شبه القارة الهندية (جوالابورام: قبل 75,000 سنة). لم يُعثر على آثار بشرية في هذه المناطق الثلاث حتى الآن، ولكن يشير التشابه الواضح بين الأدوات الحجرية التي عُثر عليها في جبل الفاية وجوالابورام وبعض الأدوات من أفريقيا إلى أن صنّاعها كانوا جميعًا من البشر المعاصرين. قد تدعم هذه الاكتشافات المزاعم التي تفيد أن الإنسان الحديث القادم من أفريقيا وصل إلى جنوب الصين قبل نحو 100,000 سنة (كهف شيرين وشيريندونغ ومدينة شانغزو: منذ 100,000 سنة، وأسلاف الإنسان الليوجيانغ (مقاطعة ليوجيانغ): بتاريخ يعد محط جدل قبل 139,000-111,000 سنة). تشير نتائج تأريخ أسنان من لونادونغ (حوض بوبينغ وقوانغشي وجنوب الصين)، وهما الضرس الثاني العلوي الأيمن والضرس الثاني السفلي الأيسر، إلى أن عمر الضرسين يقدر بنحو 126,000 سنة. لم تترك الهجرات السابقة من أفريقيا آثارًا في نتائج تحليل الجينوم القائم على الصبغي واي وعلى الدنا المتقدري (والذي يمثل جزءًا صغيرًا من المادة الجينية لدى البشر)، لذلك يبدو أن هؤلاء البشر الحديثين لم ينجُ منهم إلا القلة القليلة واندمجوا مع أسلافنا الرئيسيين. قد يفسر ثوران توبا (قبل 74,000 سنة) انقراضهم (أو بصمتهم الوراثية الضئيلة)، رغم أن البعض يجادل بأن توبا بالكاد أثر على البشر.

### الهجرة الساحلية
حدث ما يدعى «الانتشار الأخير» للإنسان الحديث بعد بدئه قبل نحو 70-50 ألف سنة. أدت موجة الهجرة هذه إلى التوزع الدائم للإنسان الحديث في جميع أنحاء العالم.
هاجرت مجموعة صغيرة من السكان في شرق أفريقيا من حملة جينات هابلوغروب L3 المتقدرية والذين قُدر عددهم بأقل من 1000 فرد، وعبروا مضيق باب المندب في البحر الأحمر إلى ما يدعى الآن باليمن، وذلك بعد نحو 75,000 سنة. أظهرت مراجعة حديثة بعض التأييد أيضًا لفكرة الطريق الشمالي عبر سيناء وإسرائيل وسوريا (بلاد الشام). انتشر نسلهم على طول الطريق الساحلي حول شبه الجزيرة العربية وبلاد فارس وصولًا إلى شبه القارة الهندية قبل 55,000 سنة. تدعم أبحاث أخرى حدوث هجرة إلى خارج أفريقيا قبل نحو 65,000 إلى 50,000 سنة. ترتبط الهجرة الساحلية قبل نحو 70,000 إلى 50,000 سنة بجينات هابلوغروب المتقدرية M وn، وكلاهما مشتقان من L3.
في مرحلة ما من العملية، تزاوج الإنسان العاقل مع إنسان النياندرتال والدينيسوفان، ليشكل الحمض النووي للدينيسوفان 0.2% من الحمض النووي لسكان البر القاري في أسيا والأمريكيين الأصليين.